# Saint-Barbant
Saint-Barbant is een plaats en voormalige gemeente in het Franse departement Haute-Vienne (regio Nouvelle-Aquitaine) en telt 370 inwoners (1999). De plaats maakt deel uit van het arrondissement Bellac. Saint-Barbant is op 1 januari 2019 gefuseerd met de gemeenten Bussière-Poitevine, Darnac en Thiat tot de gemeente Val-d'Oire-et-Gartempe. 

## Geografie
De oppervlakte van Saint-Barbant bedraagt 45,0 km², de bevolkingsdichtheid is 8,2 inwoners per km².
De onderstaande kaart toont de ligging van Saint-Barbant met de belangrijkste infrastructuur en aangrenzende gemeenten.

## Demografie
Onderstaande figuur toont het verloop van het inwonertal (bron: INSEE-tellingen).